# Парилово
Парилово — деревня в Ужурском районе Красноярского края России. Входит в состав Приреченского сельсовета.

## История д.Парилово
Деревня Парилово,Ужурского района возникла на реке Новая Кузурба в 1751 году.В деревне была 1 школа, 49 хозяйств, проживало 277 жителей из которых 132 мужчины и 125 женщин. В 2021 году д. Парилово будет 270 лет.
Основали деревню братья Париловы - беглые казаки. Во время движения по Сибири к ним присоединялись другие люди, которые и стали первыми жителями новой деревни. Это были Ягонские, Федоровы, Марьясовы. Спустя несколько лет, в 1746 году, деревня была официально зарегистрирована. До 1964 года Парилово находилось в ведении Старокузурбинского сельсовета, а затем стала относиться к Приреченскому.
В годы основания Парилово протекавшая по деревне река была большая и бурная. Она брала свое начало в тайге и получила название Парилов ключ, потому что в русле било множество ключей. На реке стояли три мельницы, одна сохранилась аж до 60-х годов прошлого века. Жители занимались земледелием, выращивали гречиху, пшено, рыжик и злаковые.
Казаки были православной веры и поэтому построили церковь, которая была разрушена после революции. Церковнослужители переехали со своим имуществом в Бараит.
Со временем население деревни увеличивалось. Была организована артель «Красный Октябрь». Открылись кондитерский и пимокатный цеха (валенки во время войны отправлялись на фронт), алебастровый завод, маслобойня, цех по изготовлению игрушек и выделки шкур. Была разработана шахта по добыче медной руды. Пробовали разрабатывать гипс, но его залежи оказались незначительными и от добычи отказались. Даже свой кирпичный завод был. Не так давно разбирали старую стену, кирпич до того крепкий, что можно снова в дело пускать. Продукцию из деревни обозами вывозили в Ачинск, Назарово и другие населенные пункты.
В 1928 году многие зажиточные семьи были объявлены кулаками и сосланы в Соловки и другие лагеря, из которых большая часть так и не вернулась. 
В 1941-42 годах в деревне открылась начальная школа, последней учительницей в ней была Валентина Петровна Зиновьева. В 1977 году школу закрыли, а дети стали ездить в Приреченск и жили там же в интернате.
В 1960 году артель распалась в связи с отсталостью технической базы. С этого момента и начался «закат» деревни. Люди стали уезжать, численность населения заметно сокращалась. Цеха закрылись, здания разрушились. И только воспоминания об этом времени остались в памяти людей.
В 1964 году Парилово стало фермой № 2 в Ужурсовхозе. Кроме полеводства занимались еще и овцеводством.
Сейчас вся деревня - одна улица да две усадьбы за речкой. Дома деревянные, в большинстве своем старенькие, но ухоженные. Живут в деревне коренные ее жители. Все, кто приехал в разные годы в поисках работы и лучшей доли, после развала градообразующего сельхозпредприятия разъехались по городам и весям страны. Те, кто остался, не хотят уезжать отсюда ни за какие деньги. И не только пожилые люди, но вполне трудоспособного возраста. Секрет прост: это их малая Родина, где даже воздух другой, не говоря о прекрасной природе. В речке, как и прежде, водится золотистый карась, исконный, сибирский, в лесах - грибы да ягоды. Эти места вполне можно назвать «райским» уголком со своими традициями и деревенским колоритом.

## География
Деревня расположен в 51 км к востоку от районного центра Ужур.

## Население
| 2010 |
| ---- |
| 62   |